# طزرة (دامنكوه)
طزرة (بالفارسية: طزره) هي مستوطنة تقع في إيران في قسم دامنكوه الريفي. يقدر عدد سكانها بـ 267 نسمة بحسب إحصاء 2016.